# Basiprionota animosa
Basiprionota animosa es un coleóptero de la familia Chrysomelidae.
Fue descrita científicamente por primera vez en 1926 por Spaeth.